# Ole Rasmussen (fodboldspiller, født 1960)
 Der er flere personer med dette navn, se Ole Rasmussen. (Se også artikler, som begynder med Ole Rasmussen)
Ole Rasmussen (født 3. september 1960) er en dansk tidligere fodboldspiller og -træner.

## Karriere
Han fik sin debut for Boldklubben Frem den 13. maj 1979, da han blev skiftet ind i stedet for Steen Bo Nielsen i det 69. minut mod Ikast.
Han spillede sin sidste kamp for Frem den 16. august 1989 i en pokalkamp ude mod Ølstykke, som Frem vandt 1-2.

## Personlige forhold
Han er uddannet bankmand.